# Echinoaesalus arayai
Echinoaesalus arayai là một loài bọ cánh cứng trong họ Lucanidae. Loài này được Huang & Imura mô tả khoa học năm 2011.